# Ramon Sinkeldam
Ramon Sinkeldam (ur. 9 lutego 1989 w Zaanstad) – holenderski kolarz szosowy i przełajowy.

## Osiągnięcia

### Kolarstwo szosowe
Opracowano na podstawie:

2006
- 3. miejsce w mistrzostwach Holandii juniorów (start wspólny)

2009
- 2. miejsce w mistrzostwach Holandii U23 (start wspólny)

2010
- 2. miejsce w mistrzostwach Holandii U23 (start wspólny)

2011
- 1. miejsce w Paryż-Roubaix U23
- 1. miejsce w mistrzostwach Holandii U23 (start wspólny)

2012
- 1. miejsce na 5. i 8. etapie Tour of Hainan

2013
- 3. miejsce w Quatre Jours de Dunkerque
- 2. miejsce w Ronde van Zeeland Seaports

2014
- 2. miejsce w Tour de Picardie
- 2. miejsce w World Ports Classic
  - 1. miejsce w klasyfikacji młodzieżowej
  - 1. miejsce na 2. etapie
- 2. miejsce w Ronde van Zeeland Seaports

2015
- 1. miejsce w Garmin Velothon Berlin
- 2. miejsce w mistrzostwach Holandii (start wspólny)
- 1. miejsce w Binche-Chimay-Binche

2017
- 2. miejsce w Hammer Limburg (drużynowo)
  - 1. miejsce na 3. etapie (drużynowo)
- 1. miejsce w mistrzostwach Holandii (start wspólny)

2018
- 1. miejsce w Paryż-Chauny
- 3. miejsce w mistrzostwach Holandii (start wspólny)

2019
- 1. miejsce w mistrzostwach Europy (mieszana jazda drużynowa na czas)

### Kolarstwo przełajowe
Opracowano na podstawie:
2006
- 3. miejsce w mistrzostwach Europy juniorów

## Rankingi

### Kolarstwo szosowe
| Rok             | 2010 | 2011 | 2012 | 2013 | 2014 | 2015 | 2016  | 2017 | 2018 | 2019  | 2020  | 2021  | 2022 | 2023  | 2024  |
| --------------- | ---- | ---- | ---- | ---- | ---- | ---- | ----- | ---- | ---- | ----- | ----- | ----- | ---- | ----- | ----- |
| UCI World Tour  |      |      |      | -    | 233. | 139. | -     | 274. | 414. |       |       |       |      |       |       |
| World Ranking   |      |      |      |      |      |      | 966.  | 417. | 414. | 1432. | 1487. | 2339. | 658. | 2112. | 1214. |
| UCI Europe Tour | 952. | 292. | -    |      |      |      | 1106. | 302. | 234. | 969.  | 1112. | 1561. | 506. | -     | -     |
|                 |      |      |      |      |      |      |       |      |      |       |       |       |      |       |       |
| Źródło: UCI     |      |      |      |      |      |      |       |      |      |       |       |       |      |       |       |